# Рибейру, Бернардин
Бернарди́н Рибе́йру (порт. Bernardim Ribeiro; также в орфографии XVI века порт. Bernaldim Ribeiro; около 1482, Торран (Алкасер-ду-Сал) — 1552/1552, Лиссабон) — португальский писатель

 и поэт эпохи Ренессанса. Классик португальской литературы XVI века. Зачинатель буколической поэзии в Португалии. Автор романа «История молодой девушки» (1554).

## Биография
О жизни Б. Рибейру известно очень мало. Ни одна из дат жизни писателя кроме публикаций поэзии во «Всеобщем песеннике» (1516) и двух посмертных изданий его романа (1554; 1557) не имеет достоверных документальных подтверждений. Приводимые в издании Британской энциклопедии 1911 года данные столетней давности к настоящему времени значительно устарели. Это относится не только к датам рождения и смерти писателя, но и практически ко всей хронологии его жизни и творчества, придворной карьере, предполагаемых любовных связей и дружеских отношений с другими португальскими авторами, по поводу которых выдвигались и продолжают выдвигаться различные гипотезы.
Оригинал документа правнука писателя с датировкой 1482 года рождения и смерти Бернардину Рибейру от сумасшествия в лиссабонской больнице в 1552 году не сохранился; более того, согласно А. Ж. Сарайве, Кошта Пимпан (Costa Pimpão) доказал его недостоверность. Кроме того, не представляется возможным доказать, что обучавшийся с 1507 по 1511 год в Лиссабонском университете Б. Рибейру, назначенный в 1524 году на должность Escrivão da Camara, и писатель Б. Рибейру одно и то же лицо. Данные биографии основываются исключительно на предположениях исследователей и выводятся из его стихотворных произведений.
Родился в семье Дамиана Рибейру, замешанного в заговоре 1484 года против короля Жуана II и бежавшего в Кастилию, где его семья нашла убежище у родственников. После восшествия Мануэла I на португальский престол в 1495 году и реабилитации Рибейру семья смогла вернуться на родину.
Из-за неразделённой любви к девушке из благородной семьи Б. Рибейру попал в скандал и потерял расположение короля, был уволен с должности и отправился в изгнание, по-видимому, в Италию. При Жуане III вернулся в 1524 году на родину.

## Творчество

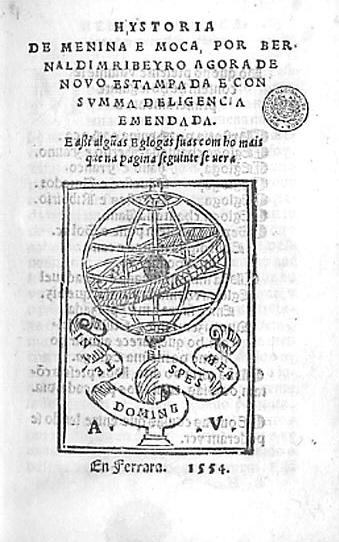
Титульный лист романа «История молодой девушки» (Hystoria de menina e moça), 1554

Прозаик, автор стихотворений (в основном — эклог пасторального характера), отличающихся изысканностью формы. Согласно З. И. Плавскину, поэзия Рибейру пронизана гуманистической мечтой о «золотом веке» единения человека с природой.
Литературным творчеством начал заниматься при королевском дворе. Участвовал в дворцовых развлечениях, которые в основном, состояли из поэтических импровизаций. О дружбе с Франсишку де Са-де-Мирандой имеются лишь косвенные сведения: в отредактированной ранее 1544 года эклоге Basto поэт упоминает «хорошего друга Рибейру» (порт. bom Ribeiro amigo) как уже умершего (стихи 397—398). Из этого выводится предположение, что Рибейру ушёл из жизни ранее 1554 года, при чём А. Ж. Сарайва допускает, что первая публикация его эклоги о Силвештре и Амадоре (Trovas de dous pastores) 1536 года уже могла быть издана посмертно. О дружбе с Криштованом Фалканом (ок. 1512—1558) нет никаких документальных свидетельств.
В своих поэтических произведениях Рибейру придерживался средневековой традиции, точнее старого, а не нового итальянского стиля, именуемого дольче стиль нуово. Первым ввёл в португальскую литературу поэтический жанр эклоги.
Славу Б. Рибейру принёс неоконченный и опубликованный уже посмертно роман «История молодой девушки» — один из ранних шедевров психологической прозы, сочетавший мотивы рыцарского и пасторального романов. И. А. Тертерян писала о романе как о наиболее значительном и оригинальном произведении португальской прозы XVI века, написанным ритмизованной прозой: «„История девушки“ — своеобразный сентиментальный „Декамерон“, так как главным во всех новеллах становятся перипетии и типы любовной страсти, прослеженные с элементами психологической диалектики. Любовь изображается как высочайшая ценность жизни, как сила, побеждающая долг и рассудок».

## Издания
- Ribeiro B. Hystoria de menina e moça : por Bernardim Ribeyro agora de nouo estampada e con summa deligencia emendada. E assi algu[m]as Eglogas suas com ho mais que na pagina seguinte se uera :  [порт.] / Bernaldim Ribeyro. — 1.ª edição. — Ferrara : Abramo Usque, 1554. — (CLXVII [1] f.) 334 p.

1-е дипломатическое издание
- Ribeiro B., Falcão C. Hystoria de menina e moça // Obras : Nova edição conforme a edição de Ferrara preparada e revista por Anselmo Braamcamp Freire e prefaciada por D. Carolina Michaëlis de Vasconcelos :  [порт.] : in 2 vol. / Bernardim Ribeiro, Cristvão Falcão / Anselmo Braamcamp Freire, Carolina Michaëlis de Vasconcellos. — 2.ª edição. — Coimbra : Imprensa da Universidade, 1932. — Vol. 2. — 159 p. — (Biblioteca de Escritores Portugueses). — 50 экз. 1.ª edição 1923.